# Blanche (Vorname)
Blanche ist ein weiblicher Vorname.

## Herkunft und Bedeutung
Der Name bedeutet „die Weiße“ und ist die französische Form von Bianca.

## Namenstag
- 1. Dezember, Hl. Blanka von Kastilien

## Bekannte Namensträgerinnen

### Herrscherinnen und Herrschersgattinnen
- Blanche d’Artois (1248–1302), Regentin von Navarra und Champagne-Brie
- Blanche von Bourbon (1339–1361), Königin von Kastilien
- Blanche de Bourgogne (1295–1326), Königin von Frankreich
- Blanche von Frankreich (um 1282–1305), Ehefrau Rudolfs III. von Habsburg
- Blanche de Castille (1188–1252), dritte Tochter Königs Alfons VIII. von Kastilien
- Blanche of Lancaster (1341 oder 1345–1368), Herzogin von Lancaster
- Blanche von Namur (um 1320–1363), Königin von Schweden und Norwegen

### Vorname
- Blanche Alziari de Roquefort (1752–1836), französische Schauspielerin, siehe Mademoiselle Saint-Val cadette
- Blanche Arral (1864–1945), belgische Opernsängerin
- Blanche Aubry (1921–1986), Schweizer Schauspielerin
- Blanche Baker (* 1956), US-amerikanische Schauspielerin
- Blanche Berthoud (1864–1938), Schweizer Porträt- und Landschaftsmalerin
- Blanche Bingley (1863–1946), englische Tennisspielerin
- Blanche Bruce (1841–1898), US-amerikanischer Politiker
- Blanche Calloway (1904–1978), US-amerikanische Jazzsängerin, Bandleaderin und Komponistin des Swing
- Blanche Zélia Joséphine Delacroix (1883–1948), Mätresse von König Leopold II.
- Blanche Friderici (1878–1933), US-amerikanische Schauspielerin
- Blanche Gauthier (1884–1960), kanadische Schauspielerin und Sängerin
- Blanche Honegger (1909–2011), schweizerisch-US-amerikanische Violinistin und Dirigentin
- Blanche Hoschedé-Monet (1865–1947), französische Malerin
- Blanche Kommerell (* 1950), deutsche Schauspielerin und Autorin
- Blanche Lincoln (* 1960), US-amerikanische Politikerin
- Blanche Marchesi (1863–1940), französische Opernsängerin und Gesangspädagogin
- Blanche Merz (1919–2002), Schweizer Politikerin und Parawissenschaftlerin
- Blanche Monnier (1849–1913), Französin, die rund 25 Jahre von ihrer Familie eingesperrt worden war
- Blanche Oelrichs (1890–1950), US-amerikanische Dichterin, Drehbuchautorin und Theaterschauspielerin
- Blanche Peyron (1867–1933), französische Heilsarmeeoffizierin und Gründerin eines Frauenhauses in Paris
- Blanche Ravalec, französische Schauspielerin
- Blanche Schwappach-Pignataro (* 1968), deutsche Molekularbiologin, Hochschullehrerin
- Blanche Stuart Scott (1889–1970), erste US-Amerikanerin, die ein Flugzeug flog
- Blanche Sweet (1896–1986), US-amerikanische Filmschauspielerin
- Blanche Thebom (1915–2010), US-amerikanische Sängerin
- Blanche Thomas (1922–1977), US-amerikanische Sängerin
- Blanche Wittman (1859–1913), Patientin von Jean-Martin Charcot
- Blanche Yurka (1887–1974), US-amerikanische Opernsängerin, Theater- und Filmschauspielerin

Zweitname
- Cynthia Blanche Curzon (1898–1933), britische Adelige und Politikerin
- Yvette Blanche Labrousse (1906–2000), Ehefrau von Aga Khan III.
- Violet Blanche Webb (1915–1999), britische Leichtathletin und Olympiateilnehmerin